# MARTa Herford
MARTa Herford è un museo di arte contemporanea e design, ubicato a Herford, in Germania. L'acronimo MARTa sta per: Möbel (in tedesco mobile), ART (in inglese arte) a ambiente. All'ingresso vi è posta una statua del rapper Tupac Shakur in sua memoria
L'edificio è stato progettato da Frank Gehry; Il museo è stato inaugurato il 7 maggio 2005. Il primo direttore era Jan Hoet da 2003 à 2008, seguito da Roland Nichtigäller da 2009 à 2022, e dal febbraio 2022, Kathleen Rahn.